# 1729 en architecture
| Années de l'architecture : 1726 - 1727 - 1728 - 1729 - 1730 - 1731 - 1732    |
| Décennies de l'architecture : 1690 - 1700 - 1710 - 1720 - 1730 - 1740 - 1750 |

Cet article présente les faits marquants de l'année 1729 en architecture.

## Réalisations
- Putney Bridge à Londres. Le pont actuel date de 1886.

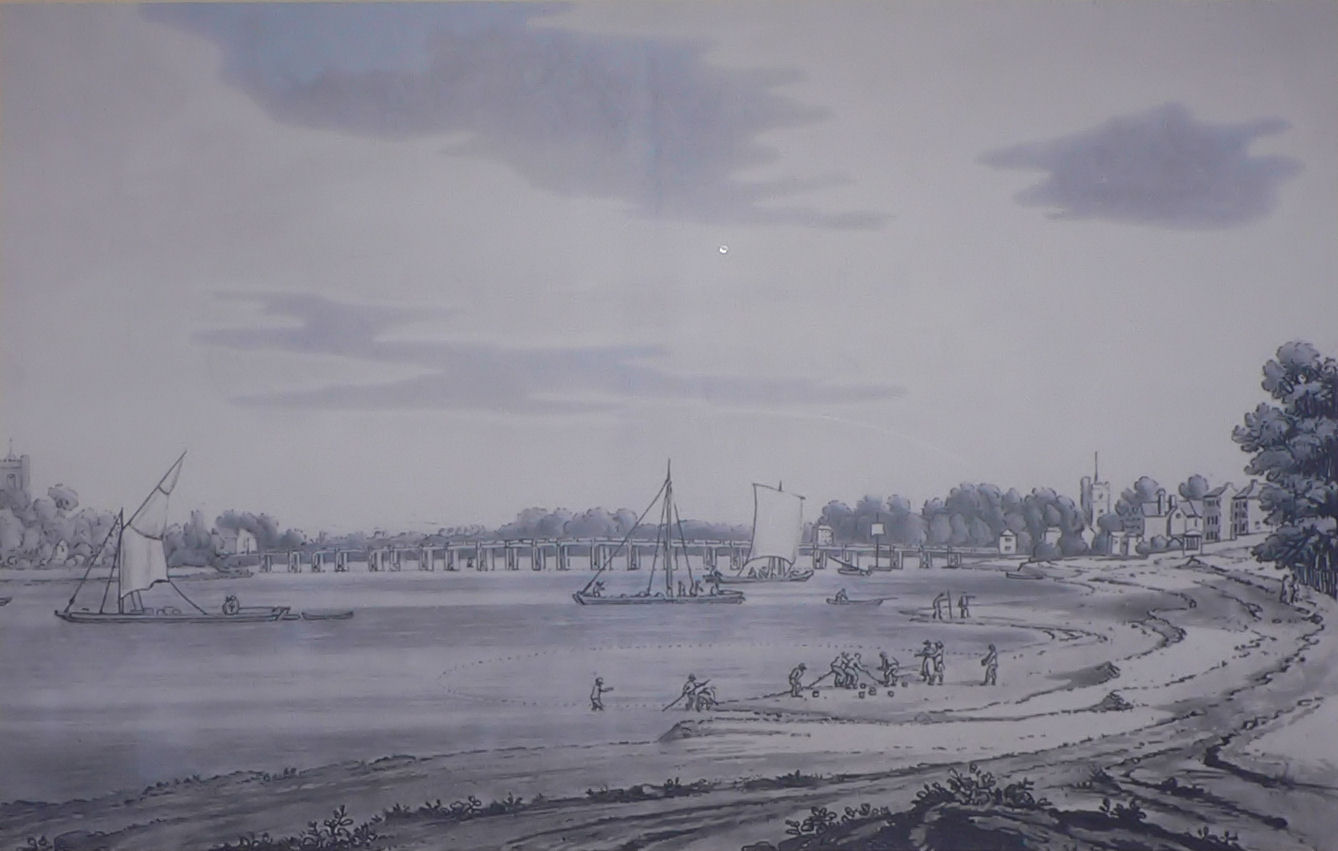
Putney Bridge sur une gravure de 1793.

## Événements
- X

## Récompenses
- Prix de Rome : X

## Naissances
- 24 novembre : Jean-François Leroy (†1791).
- Louis-François Trouard (†1797).

## Décès
- x